# Sarah Goldberg (actrice)
Pour les articles homonymes, voir Sarah Goldberg et Goldberg.
Sarah Goldberg est une actrice canadienne née le 31 mai 1985 à Vancouver, Canada.

## Biographie
Sarah Goldberg est née le 31 mai 1985 à Vancouver, Canada.

## Filmographie

### Cinéma

#### Longs métrages
- 2008 : A Bunch of Amateurs d'Andy Cadiff : Une femme au cinéma
- 2012 : The Dark Knight Rises de Christopher Nolan : Une analyste
- 2012 : Gambit : Arnaque à l'anglaise (Gambit) de Michael Hoffman : Mme Wilson
- 2017 : Crown Heights de Matt Ruskin : Shirley Robedee
- 2017 : Izzy Gets the Fuck Across Town de Christian Papierniak : Whitney
- 2017 : Bikini Moon de Milčo Manchevski : Kate
- 2018 : The Wall Street Project (The Hummingbird Project) de Kim Nguyen : Mascha
- 2019 : The Report de Scott Z. Burns : April
- 2020 : La Proie d'une ombre (The Night House) de David Bruckner : Claire
- 2020 : Eat Wheaties! de Scott Abramovitch : Jeanne
- 2022 : Rogue Agent de Declan Lawn et Adam Patterson : Jenny Jackson
- 2024 : We Strangers d'Anu Valia : Tracey Patel
- 2025 : Bubble and Squeak d'Evan Twohy : Delores

#### Courts métrages
- 2014 : Drifters d'Anu Valia : Clara Norris
- 2016 : Lucia, Before and After d'Anu Valia : Lucia Dziedek
- 2018 : Games for Girls de Lisa Steen : Ess

### Télévision

#### Séries télévisées
- 2010 : Any Human Heart : Miss Katz
- 2014 : Black Box : Florence Huggins
- 2014 : Elementary : Miss Truepenny
- 2015 : Hindsight : Lolly
- 2018 - 2023 : Barry : Sally Reed
- 2023 : SisterS : Sare